# Coppa del Mondo di slittino 2010
La Coppa del Mondo di slittino 2009/10, trentatreesima edizione della manifestazione organizzata dalla Federazione Internazionale Slittino, ebbe inizio il 20 novembre 2009 ad Igls, in Austria, e si concluse il 31 gennaio 2010 a Cesana Torinese, in Italia. Furono disputate ventinove gare, otto nel singolo uomini, nel singolo donne e nel doppio e cinque nella gara a squadre in otto differenti località. Nel corso della stagione si tennero anche i XXI Giochi olimpici invernali di Vancouver 2010, in Canada, ed i Campionati europei di slittino 2010 a Sigulda, in Lettonia, competizioni non valide ai fini della Coppa del Mondo.
Le coppe di cristallo, trofeo conferito ai vincitori del circuito, furono assegnate all'italiano Armin Zöggeler per quanto concerne la classifica del singolo uomini, la tedesca Tatjana Hüfner conquistò il trofeo del singolo donne, la coppia teutonica formata da André Florschütz e Torsten Wustlich si aggiudicò la vittoria del doppio e la Germania primeggiò nella classifica della gara a squadre.

## Risultati
| Data             | Località        | Nazione  | Specialità       | Primi classificati                                                  | Secondi classificati                                                  | Terzi classificati                                                        |
| ---------------- | --------------- | -------- | ---------------- | ------------------------------------------------------------------- | --------------------------------------------------------------------- | ------------------------------------------------------------------------- |
| 21 novembre 2009 | Calgary         | Canada   | Donne – Singolo  | Tatjana Hüfner Germania                                             | Natalie Geisenberger Germania                                         | Anke Wischnewski Germania                                                 |
| 21 novembre 2009 | Calgary         | Canada   | Uomini – Singolo | Armin Zöggeler Italia                                               | David Möller Germania                                                 | Albert Demčenko Russia                                                    |
| 20 novembre 2009 | Calgary         | Canada   | Uomini – Doppio  | Patric Leitner Alexander Resch Germania                             | André Florschütz Torsten Wustlich Germania                            | Christian Oberstolz Patrick Gruber Italia                                 |
| 28 novembre 2009 | Igls            | Austria  | Donne – Singolo  | Natalie Geisenberger Germania                                       | Tatjana Hüfner Germania                                               | Anke Wischnewski Germania                                                 |
| 29 novembre 2009 | Igls            | Austria  | Uomini – Singolo | Armin Zöggeler Italia                                               | Wilfried Huber Italia                                                 | Viktor Knejb Russia                                                       |
| 28 novembre 2009 | Igls            | Austria  | Uomini – Doppio  | Patric Leitner Alexander Resch Germania                             | André Florschütz Torsten Wustlich Germania                            | Andreas Linger Wolfgang Linger Austria                                    |
| 29 novembre 2009 | Igls            | Austria  | Gara a squadre   | Canada Samuel Edney Alex Gough Chris Moffat Mike Moffat             | Austria Reinhard Egger Nina Reithmayer Andreas Linger Wolfgang Linger | Lettonia Guntis Rēķis Maija Tīruma Andris Šics Juris Šics                 |
| 6 dicembre 2009  | Altenberg       | Germania | Donne – Singolo  | Tatjana Hüfner Germania                                             | Natalie Geisenberger Germania                                         | Anke Wischnewski Germania                                                 |
| 5 dicembre 2009  | Altenberg       | Germania | Uomini – Singolo | Felix Loch Germania                                                 | Armin Zöggeler Italia                                                 | Albert Demčenko Russia                                                    |
| 5 dicembre 2009  | Altenberg       | Germania | Uomini – Doppio  | André Florschütz Torsten Wustlich Germania                          | Peter Penz Georg Fischler Austria                                     | Christian Oberstolz Patrick Gruber Italia                                 |
| 6 dicembre 2009  | Altenberg       | Germania | Gara a squadre   | Germania Felix Loch Tatjana Hüfner Tobias Wendl Tobias Arlt         | Stati Uniti Tony Benshoof Erin Hamlin Christian Niccum Dan Joye       | Canada Samuel Edney Alex Gough Chris Moffat Mike Moffat                   |
| 13 dicembre 2009 | Lillehammer     | Norvegia | Donne – Singolo  | Tatjana Hüfner Germania                                             | Natalie Geisenberger Germania                                         | Erin Hamlin Stati Uniti                                                   |
| 13 dicembre 2009 | Lillehammer     | Norvegia | Uomini – Singolo | Albert Demčenko Russia                                              | Armin Zöggeler Italia                                                 | Felix Loch Germania                                                       |
| 12 dicembre 2009 | Lillehammer     | Norvegia | Uomini – Doppio  | Andreas Linger Wolfgang Linger Austria                              | Christian Oberstolz Patrick Gruber Italia                             | Gerhard Plankensteiner Oswald Haselrieder Italia                          |
| 2 gennaio 2010   | Königssee       | Germania | Donne – Singolo  | Tatjana Hüfner Germania                                             | Natalie Geisenberger Germania                                         | Stefanie Sieger Germania                                                  |
| 3 gennaio 2010   | Königssee       | Germania | Uomini – Singolo | Albert Demčenko Russia                                              | Armin Zöggeler Italia                                                 | David Möller Germania                                                     |
| 2 gennaio 2010   | Königssee       | Germania | Uomini – Doppio  | Tobias Wendl Tobias Arlt Germania                                   | André Florschütz Torsten Wustlich Germania                            | Andreas Linger Wolfgang Linger Austria                                    |
| 3 gennaio 2010   | Königssee       | Germania | Gara a squadre   | Germania Tatjana Hüfner Felix Loch Tobias Wendl Tobias Arlt         | Austria Nina Reithmayer Daniel Pfister Andreas Linger Wolfgang Linger | Canada Alex Gough Samuel Edney Chris Moffat Mike Moffat                   |
| 10 gennaio 2010  | Winterberg      | Germania | Donne – Singolo  | Natalie Geisenberger Germania                                       | Tatjana Hüfner Germania                                               | Erin Hamlin Stati Uniti                                                   |
| 9 gennaio 2010   | Winterberg      | Germania | Uomini – Singolo | Armin Zöggeler Italia                                               | Albert Demčenko Russia                                                | David Möller Germania                                                     |
| 9 gennaio 2010   | Winterberg      | Germania | Uomini – Doppio  | Christian Oberstolz Patrick Gruber Italia                           | Gerhard Plankensteiner Oswald Haselrieder Italia                      | Patric Leitner Alexander Resch Germania                                   |
| 10 gennaio 2010  | Winterberg      | Germania | Gara a squadre   | Germania Tatjana Hüfner Johannes Ludwig Tobias Wendl Tobias Arlt    | Austria Nina Reithmayer Wolfgang Kindl Andreas Linger Wolfgang Linger | Stati Uniti Erin Hamlin Bengt Walden Mark Grimmette Brian Martin          |
| 16 gennaio 2010  | Oberhof         | Germania | Donne – Singolo  | Tatjana Hüfner Germania                                             | Anke Wischnewski Germania                                             | Natalie Geisenberger Germania                                             |
| 17 gennaio 2010  | Oberhof         | Germania | Uomini – Singolo | Andi Langenhan Germania                                             | Johannes Ludwig Germania                                              | Jan Eichhorn Germania                                                     |
| 16 gennaio 2010  | Oberhof         | Germania | Uomini – Doppio  | André Florschütz Torsten Wustlich Germania                          | Tobias Wendl Tobias Arlt Germania                                     | Patric Leitner Alexander Resch Germania                                   |
| 17 gennaio 2010  | Oberhof         | Germania | Gara a squadre   | Germania Tatjana Hüfner David Möller Patric Leitner Alexander Resch | Austria Nina Reithmayer Daniel Pfister Andreas Linger Wolfgang Linger | Italia Sandra Gasparini Armin Zöggeler Christian Oberstolz Patrick Gruber |
| 31 gennaio 2010  | Cesana Torinese | Italia   | Donne – Singolo  | Natalie Geisenberger Germania                                       | Tatjana Hüfner Germania                                               | Erin Hamlin Stati Uniti                                                   |
| 30 gennaio 2010  | Cesana Torinese | Italia   | Uomini – Singolo | Armin Zöggeler Italia                                               | Felix Loch Germania                                                   | Johannes Ludwig Germania                                                  |
| 30 gennaio 2010  | Cesana Torinese | Italia   | Uomini – Doppio  | Tobias Wendl Tobias Arlt Germania                                   | Christian Oberstolz Patrick Gruber Italia                             | Patric Leitner Alexander Resch Germania                                   |

## Classifiche

### Singolo uomini
| Pos. | Nome            | Nazione     | CAL | IGL | ALT | LIL | KÖN | WIN | OBE | CES | Totale |
| ---- | --------------- | ----------- | --- | --- | --- | --- | --- | --- | --- | --- | ------ |
| 1    | Armin Zöggeler  | Italia      | 1   | 1   | 2   | 2   | 2   | 1   | 6   | 1   | 705    |
| 2    | Albert Demčenko | Russia      | 3   | 9   | 3   | 1   | 1   | 2   | 4   | 31  | 534    |
| 3    | Felix Loch      | Germania    | 4   | 4   | 1   | 3   | 9   | 17  | 7   | 2   | 484    |
| 4    | David Möller    | Germania    | 2   | 7   | 4   | 6   | 3   | 3   | 5   | 15  | 462    |
| 5    | Reinhold Rainer | Italia      | 15  | 5   | 14  | 4   | 7   | 5   | 8   | 4   | 372    |
| 6    | Johannes Ludwig | Germania    | 19  | 15  | 5   | 10  | 29  | 4   | 2   | 3   | 366    |
| 7    | Jan Eichhorn    | Germania    | 11  | 6   | 7   | 17  | 8   | 8   | 3   | 9   | 347    |
| 8    | Andi Langenhan  | Germania    | 16  | 11  | 6   | 22  | 4   | 12  | 1   | 21  | 340    |
| 9    | Tony Benshoof   | Stati Uniti | 6   | 10  | 10  | 9   | 13  | 13  | 11  | 5   | 310    |
| 10   | Viktor Knejb    | Russia      | 8   | 3   | 9   | 8   | 5   | –   | 16  | 10  | 309    |

### Singolo donne
| Pos. | Nome                 | Nazione     | CAL | IGL | ALT | LIL | KÖN | WIN | OBE | CES | Totale |
| ---- | -------------------- | ----------- | --- | --- | --- | --- | --- | --- | --- | --- | ------ |
| 1    | Tatjana Hüfner       | Germania    | 1   | 2   | 1   | 1   | 1   | 2   | 1   | 2   | 755    |
| 2    | Natalie Geisenberger | Germania    | 2   | 1   | 2   | 2   | 2   | 1   | 3   | 1   | 710    |
| 3    | Anke Wischnewski     | Germania    | 3   | 3   | 3   | 5   | 4   | 4   | 2   | 9   | 509    |
| 4    | Erin Hamlin          | Stati Uniti | 7   | 9   | 5   | 3   | 5   | 3   | 8   | 3   | 447    |
| 5    | Nina Reithmayer      | Austria     | 5   | 6   | 6   | 7   | 6   | 7   | 6   | 10  | 383    |
| 6    | Corinna Martini      | Germania    | 4   | 5   | 4   | 14  | –   | 5   | 5   | 5   | 368    |
| 7    | Alex Gough           | Canada      | 6   | 4   | 12  | –   | 12  | 6   | 12  | 4   | 316    |
| 8    | Veronika Halder      | Austria     | 8   | 10  | 8   | 6   | 14  | 15  | 7   | 11  | 304    |
| 9    | Aleksandra Rodionova | Russia      | 9   | 11  | 7   | 8   | 10  | 16  | 15  | 6   | 298    |
| 10   | Natalija Jakušenko   | Ucraina     | 20  | 8   | 24  | 4   | 18  | 8   | 4   | –   | 265    |

### Doppio
| Pos. | Nome                                      | Nazione     | CAL | IGL | ALT | LIL | KÖN | WIN | OBE | CES | Totale |
| ---- | ----------------------------------------- | ----------- | --- | --- | --- | --- | --- | --- | --- | --- | ------ |
| 1    | André Florschütz Torsten Wustlich         | Germania    | 2   | 2   | 1   | 5   | 2   | 2   | 1   | 6   | 645    |
| 2    | Patric Leitner Alexander Resch            | Germania    | 1   | 1   | 6   | 6   | 4   | 3   | 3   | 3   | 570    |
| 3    | Christian Oberstolz Patrick Gruber        | Italia      | 3   | 4   | 3   | 2   | 5   | 1   | 19  | 2   | 547    |
| 4    | Tobias Wendl Tobias Arlt                  | Germania    | 11  | 5   | 5   | 8   | 1   | 5   | 2   | 1   | 526    |
| 5    | Andreas Linger Wolfgang Linger            | Austria     | 4   | 3   | 4   | 1   | 3   | 9   | 4   | 4   | 519    |
| 6    | Gerhard Plankensteiner Oswald Haselrieder | Italia      | –   | 8   | 8   | 3   | 8   | 2   | 5   | DNF | 336    |
| 7    | Juris Šics Andris Šics                    | Lettonia    | 7   | 6   | 11  | 9   | 10  | 10  | 8   | 7   | 329    |
| 8    | Christian Niccum Dan Joye                 | Stati Uniti | –   | 12  | 9   | 4   | 6   | 8   | 9   | 5   | 317    |
| 9    | Tobias Schiegl Markus Schiegl             | Austria     | 5   | 7   | 10  | 10  | 9   | 6   | 6   | DNF | 312    |
| 10   | Mark Grimmette Brian Martin               | Stati Uniti | 8   | 18  | 15  | 13  | 11  | 4   | 7   | 11  | 295    |

### Gara a squadre
| Pos. | Nazione     | IGL | ALT | KÖN | WIN | OBE | Totale |
| ---- | ----------- | --- | --- | --- | --- | --- | ------ |
| 1    | Germania    | DSQ | 1   | 1   | 1   | 1   | 400    |
| 2    | Austria     | 2   | 5   | 2   | 2   | 2   | 395    |
| 3    | Canada      | 1   | 3   | 3   | 5   | 7   | 341    |
| 4    | Lettonia    | 3   | 4   | 4   | 4   | 4   | 310    |
| 5    | Stati Uniti | 4   | 2   | DSQ | 3   | 5   | 270    |
| 6    | Russia      | 7   | 7   | 5   | 6   | 6   | 247    |
| 7    | Slovacchia  | 6   | 9   | 6   | 9   | 8   | 220    |
| 8    | Ucraina     | 5   | 11  | DNF | 7   | –   | 135    |
| 9    | Romania     | 8   | 9   | –   | 8   | –   | 123    |
| 10   | Italia      | DNF | 6   | DNF | –   | 3   | 120    |